# Sant Vicenç de Torelló
Sant Vicenç de Torelló (em catalão e oficialmente) ou San Vicente de Torelló (em castelhano) é um município da Espanha na comarca de Osona, província de Barcelona, comunidade autónoma da Catalunha. Tem 6,6 km² de área e em 2021 tinha 2 077 habitantes (densidade: 314,7 hab./km²).
O município tem duas colônias industriais: Borgonyà e Colônia Vilaseca.

## Demografia
| Variação demográfica do município entre 1991 e 2004[carece de fontes?] | Variação demográfica do município entre 1991 e 2004[carece de fontes?] | Variação demográfica do município entre 1991 e 2004[carece de fontes?] | Variação demográfica do município entre 1991 e 2004[carece de fontes?] |
| ---------------------------------------------------------------------- | ---------------------------------------------------------------------- | ---------------------------------------------------------------------- | ---------------------------------------------------------------------- |
| 1991                                                                   | 1996                                                                   | 2001                                                                   | 2004                                                                   |
| 1702                                                                   | 1725                                                                   | 1806                                                                   | 1877                                                                   |